# (73812) 1995 US18
(73812) 1995 US18 – planetoida z pasa głównego asteroid okrążająca Słońce w ciągu 3,79 lat w średniej odległości 2,43 j.a. Odkryta 18 października 1995 roku.